# جول بابارت
جول بابارت (5 نوفمبر 1905 - 30 ديسمبر 1945) لاعب كرة قدم بلجيكي راحل كان يجيد اللعب في خط الدفاع.
لعب طوال مسيرته الرياضية في أندية سان غال (1920-1938) إينغين سبورت (1938-1945).
مثل منتخب بلجيكا في 4 مباريات (1932-1934). شارك مع منتخب بلجيكا في بطولة كأس العالم 1934 في إيطاليا حيث خرج من الدور الثمن النهائي.

## وصلات خارجية
- جول بابارت على موقع الاتحاد الدولي (مؤرشف)  (الإنجليزية)
- جول بابارت على موقع الاتحاد البلجيكي (الإنجليزية)
- جول بابارت على موقع قاعدة بيانات كرة القدم.إي يو (الإنجليزية)
- جول بابارت على موقع ناشيونال فوتبول تيمز (الإنجليزية)
- جول بابارت على موقع Soccerway.com (الإنجليزية)
- جول بابارت على موقع عالم كرة القدم.نت (الإنجليزية)
- سيرة ذاتية